# Incizură pterigoidiană
Incizura pterigoidiană sau incizura pterigoidă (Incisura pterygoidea) este o despicătură triunghiulară între lamele medială și laterală a procesului pterigoid a osului sfenoid, în partea inferoposterioară a acestor lame, sub  fosa pterigoidă. În incizura pterigoidiană pătrunde (completând astfel fosa pterigoidă) procesul piramidal al palatinului.